# Yacine Amaouche
Pour les articles homonymes, voir Amaouche.
Yacine Amaouche est un footballeur international algérien né le 26 juin 1979 à Amizour, dans la banlieue de Béjaia. Il évoluait au poste d'attaquant. Il compte trois sélections en équipe nationale d'Algérie entre 2000 et 2003 en inscrivant un but.

## Carrière
- 1995-1997 :  SS Sidi Aïch
- 1997-2002 :  JSM Béjaïa
- 2002-2003 :  JS Kabylie
- 2003-2004 :  JSM Béjaïa
- 2004-2005 :  GC Mascara
- 2005-2006 :  MO Béjaïa
- 2006-2007 :  CA Batna
- 2007-2009 :  JS Kabylie
- 2009-2011 :  MSP Batna
- 2011-2012 :  US Oued Amizour
- 2012-2018 :  Olympique Akbou

## Palmarès

### En clubs
- Champion d’Algérie en 2008 avec la JS Kabylie.
- Vice-champion d’Algérie en 2009 avec la JS Kabylie.
- Vainqueur de la Coupe de la CAF en 2002 avec la JS Kabylie.
- Accession en Ligue 1 en 1998 avec la JSM Béjaïa.
- Accession en DNA en 2012 avec l'US Oued Amizour.

### Avec l'équipe d'Algérie
Le tableau suivant indique les rencontres de l'équipe d'Algérie dans lesquelles Yacine Amaouche a été sélectionné depuis le 24 septembre 2002 jusqu'à 25 janvier 2003.